# Mitropolia Ungrovlahiei

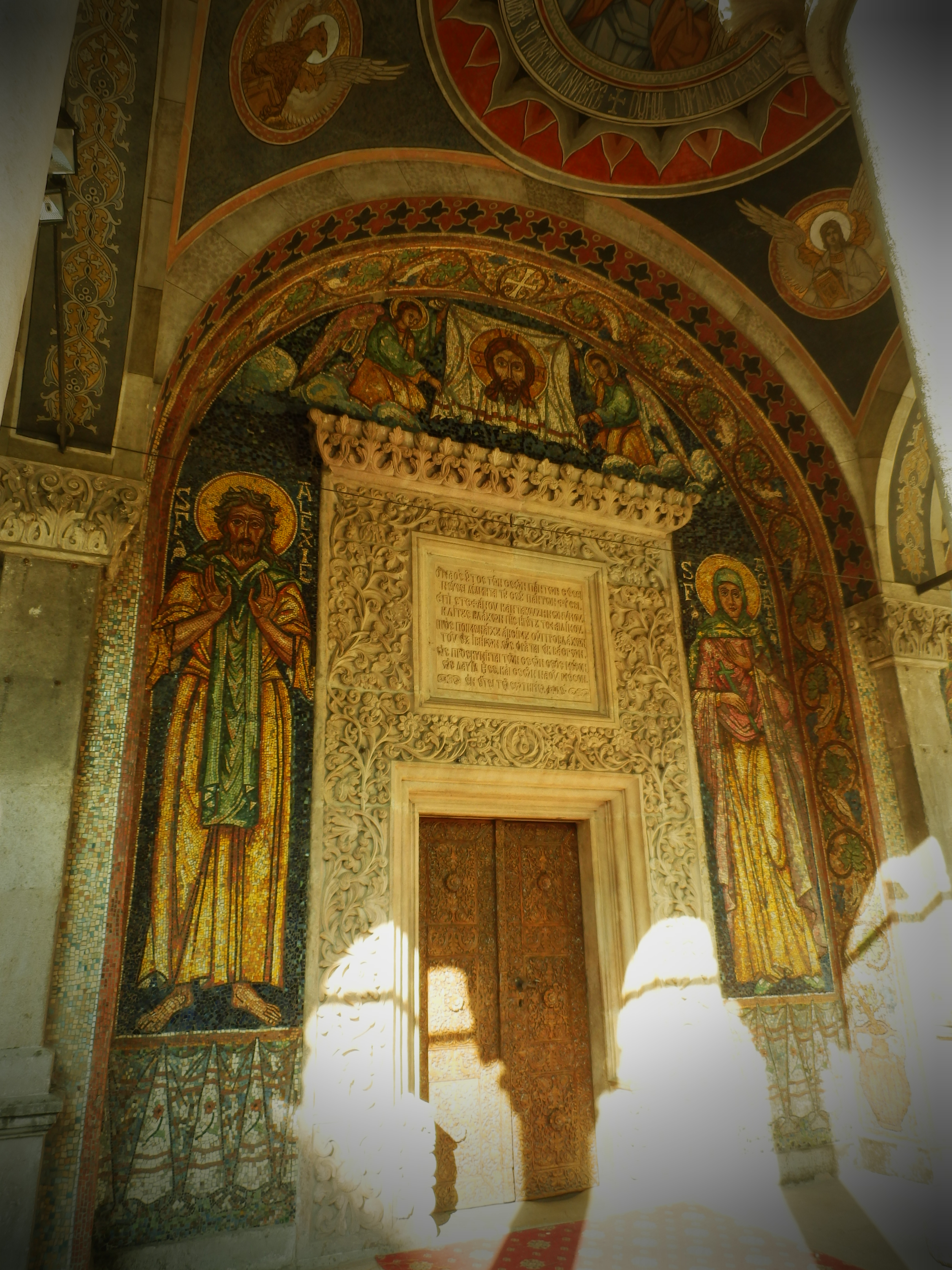
Pisania Mănăstirii Antim, cu menționarea „arhipăstorului” Ungrovlahiei (cu referire la Antim Ivireanul), 1715.

Mitropolia Ungrovlahiei a fost o structură canonică a Ortodoxiei, înființată în anul 1359 de Patriarhia de Constantinopol. În acel an patriarhul ecumenic Calistos I l-a numit pe călugărul grec Iachint de Vicina ca prim titular al Mitropoliei Ungrovlahiei. 
Denumirea mitropoliei provine din necesitatea distingerii în vremea respectivă a valahiilor din Balcani (teritorii locuite de valahi) de cea aflată sub autoritatea Regatului Ungariei, numită din acest motiv Ungrovlahia. 
Inițial sediul mitropoliei a fost la Curtea de Argeș. În anul 1517 scaunul mitropolitan a fost mutat la Târgoviște, iar în 1668 la București. 
Mitropolitul Nifon Rusailă a primit în anul 1865 titlul de mitropolit primat al României, titlu asociat de atunci celui de mitropolit al Ungrovlahiei.
În anul 1925 funcția de mitropolit primat a fost înlocuită cu cea de patriarh al Bisericii Ortodoxe Române.
În data de 17 mai 1990 titulatura patriarhului Bisericii Ortodoxe Române, aceea de Arhiepiscop al Bucureștilor și mitropolit al Ungrovlahiei, a fost schimbată, implicit înlocuindu-se denumirea multiseculară a Mitropoliei Ungrovlahiei cu aceea de Mitropolia Munteniei și Dobrogei.